# Nadege Uwamwezi
Nadege Uwamwezi (* 1993 in Ruanda) ist eine ruandische Schauspielerin und Sängerin.

## Biografie
Uwamwezi wurde 1993 in Ruanda geboren. Vor ihrer Tätigkeit als Schauspielerin war Nadege eine Sängerin, die unter dem Namen Queen Nadege sang. Sie war Teil einer Band namens The Queens, in der sie 2009 den Song Ryajambo sang. Ihr Debüt gab sie 2014 in dem Film Rwasibo.
Anschließend trat sie 2015 in Catherine auf. Im selben Jahr wurde sie für den Film Nkubito ya Nyamunsi gecastet. Danach spielte Uwamwezi 2016 in der Serie Mutoni die Hauptrolle. Unter anderem war sie in City Maid zu sehen.

## Privates
Sie hat eine Boutique namens Nana Fashion Shop. Außerdem hat sie einen Sohn.

## Filmografie (Auswahl)
Filme
- 2014: Rwasibo
- 2015: Catherine
- 2015: Nkubito ya Nyamunsi

Serien
- 2016: Mutoni
- 2016: City Maid